# General der Schlachtflieger
Der General der Schlachtflieger war eine Dienststellung innerhalb der deutschen Luftwaffe. 
Die Dienststellung war im Oberkommando der Luftwaffe (OKL) angesiedelt und wurde im September 1943 eingerichtet. Erster General der Schlachtflieger wurde der Oberstleutnant Ernst Kupfer, welcher die Funktion bis zu seinem Fliegertod am 6. November 1943 innehatte. Sein Nachfolger bis Kriegsende wurde der Generalmajor Hubertus Hitschhold.

## Bekannte Personen
- Alfred Druschel: von Oktober 1943 bis Januar 1945 Stabsoffizier
- Peter Sauerbruch: Ende 1943 kurzzeitig Verbindungsoffizier